# Bonnieure
Die Bonnieure ist ein Fluss in Frankreich, der im Département Charente, in der Region Nouvelle-Aquitaine verläuft. Sie entspringt im Gemeindegebiet von Roumazières-Loubert, entwässert generell in westlicher Richtung und mündet nach rund 47 Kilometern, bei Puygelier, im Gemeindegebiet von Puyréaux, als linker Nebenfluss in die Charente. In ihrem Unterlauf fließt sie am Nordrand des Karstgebiets von La Rochefoucauld entlang, wo immer wieder Grotten und unterirdische Höhlen die Wasserführung reduzieren. Besonders betroffen von diesen Erscheinungen ist ein linker Nebenfluss, die Tardoire, die bei normaler Wasserführung die Bonnieure gar nicht mehr erreicht, sondern zur Gänze in den Karsthöhlen verschwindet. Die im Untergrund abfließenden Wassermassen treten in der Nähe von Angoulême wieder ans Tageslicht und bilden dort den Fluss Touvre.

## Orte am Fluss
- Genouillac
- Chasseneuil-sur-Bonnieure
- Saint-Amant-de-Bonnieure
- Saint-Angeau
- Saint-Ciers-sur-Bonnieure
- Puyréaux